# Paraechinus
A Paraechinus az emlősök (Mammalia) osztályának Eulipotyphla rendjébe, ezen belül a sünfélék (Erinaceidae) családjába és a tüskés sünök (Erinaceinae) alcsaládjába tartozó nem.

## Előfordulásuk
A Paraechinus-fajok előfordulási területe Észak-Afrika és Ázsia délnyugati és déli részei. Vagyis Marokkótól egészen Dél-Indiáig találhatók meg.

## Rendszerezés
A nembe az alábbi 4 faj tartozik:
- sivatagi sün (Paraechinus aethiopicus) (Ehrenberg, 1832)
- Brandt-sün (Paraechinus hypomelas) (Brandt, 1836)
- indiai sün (Paraechinus micropus) (Blyth, 1846) - típusfaj
- csupaszhasú sün (Paraechinus nudiventris) (Horsfield, 1851)